# Маямітаун (Огайо)
Маямітаун (англ. Miamitown) — переписна місцевість (CDP) в США, в окрузі Гамільтон штату Огайо. Населення — 1256 осіб (2020).

## Географія
Маямітаун розташований за координатами 39°12′50″ пн. ш. 84°42′48″ зх. д. / 39.21389° пн. ш. 84.71333° зх. д. (39.213856, -84.713295).  За даними Бюро перепису населення США в 2010 році переписна місцевість мала площу 3,54 км², з яких 3,48 км² — суходіл та 0,06 км² — водойми.

## Демографія
Згідно з переписом 2010 року, у переписній місцевості мешкало 1259 осіб у 571 домогосподарстві у складі 298 родин. Густота населення становила 356 осіб/км².  Було 678 помешкань (192/км²).
Расовий склад населення:
| - 96,3 % — білих - 0,5 % — чорних або афроамериканців - 0,2 % — корінних американців - 1,3 % — осіб інших рас |

До двох чи більше рас належало 1,7 %. Частка іспаномовних становила 3,3 % від усіх жителів.
За віковим діапазоном населення розподілялося таким чином: 24,9 % — особи молодші 18 років, 66,9 % — особи у віці 18—64 років, 8,2 % — особи у віці 65 років та старші. Медіана віку мешканця становила 31,2 року. На 100 осіб жіночої статі у переписній місцевості припадало 101,1 чоловіків;  на 100 жінок у віці від 18 років та старших — 101,5 чоловіків також старших 18 років.
Середній дохід на одне домашнє господарство  становив 52 039 доларів США (медіана — 40 833), а середній дохід на одну сім'ю — 45 360 доларів (медіана — 34 432). За межею бідності перебувало 8,6 % осіб, у тому числі 13,7 % дітей у віці до 18 років та 0,0 % осіб у віці 65 років та старших.
Цивільне працевлаштоване населення становило 623 особи. Основні галузі зайнятості: виробництво — 18,1 %, освіта, охорона здоров'я та соціальна допомога — 13,3 %, мистецтво, розваги та відпочинок — 13,0 %.